# Трьохізбенська сільська рада
Трьохі́збенська сільська рада (1922-2014) — колишня адміністративно-територіальна одиниця та орган місцевого самоврядування у Новоайдарському районі Луганської області з адміністративним центром у смт Трьохізбенка.

## Загальні відомості
- Трьохізбенська сільська рада утворена 1922 року а в 2014 році припинена.
- Територія ради: 10,25 км²
- Населення: 3459 осіб (станом на 2001 рік)
- Водоймища на території, підпорядкованій даній раді: річка Сіверський Донець, озеро Біляєвське.

## Історія
7 жовтня 2014 року Верховна Рада України постановила змінити межі Новоайдарського району Луганської області, збільшивши територію району у тому числі за рахунок передачі до його складу 17217,40 гектара земель Трьохізбенської сільської ради Слов'яносербського району (в тому числі території села Трьохізбенка, села Кряківка, села Оріхове-Донецьке).
Новоайдарська районна рада Луганської області рішенням від 17 жовтня 2014 року у Новоайдарському районі підпорядкувала Трьохізбенській сільській раді села Лопаскине Слов'яносербської селищної та Лобачеве Жовтенської сільської рад Слов'яносербського району.

## Населені пункти
Сільській раді підпорядковані населені пункти:
- с. Трьохізбенка
- с. Кряківка
- с. Лобачеве
- с. Лопаскине
- с. Оріхове-Донецьке

## Склад ради
Рада складається з 20 депутатів та голови.
- Голова ради: Черніков Олексій Олексійович

### Керівний склад попередніх скликань
| Прізвище, ім'я, по батькові  | Основні відомості                                                         | Дата обрання | Дата звільнення |
| ---------------------------- | ------------------------------------------------------------------------- | ------------ | --------------- |
| Черніков Олексій Олексійович | Сільський голова, 1960 року народження, освіта вища, член Партії регіонів | 26.03.2006   | 31.10.2010      |
| Черніков Олексій Олексійович | Сільський голова, 1960 року народження, освіта вища, член Партії регіонів | 31.10.2010   |                 |

Примітка: таблиця складена за даними сайту Верховної Ради України

### Депутати IV скликання
За результатами місцевих виборів 2010 року:
- Кількість мандатів: 20
- Кількість мандатів, отриманих за результатами виборів: 18
- Кількість мандатів, що залишаються вакантними: 2

#### За суб'єктами висування
| Суб'єкт висування           | Кількість обраних депутатів | %    |
| --------------------------- | --------------------------- | ---- |
| Партія регіонів             | 14                          | 77,8 |
| Комуністична партія України | 4                           | 22,2 |

#### За округами
| № округу                    | Прізвище, ім'я, по батькові     | Дата визнання обраним | Освіта  | Партійна приналежність | Відомості про обраного депутата                           |
| --------------------------- | ------------------------------- | --------------------- | ------- | ---------------------- | --------------------------------------------------------- |
| Комуністична партія України |                                 |                       |         |                        |                                                           |
| 1                           | Дочкін Віктор Ігнатійович       | 02.11.2010            | вища    | позапартійний          | пенсіонер                                                 |
| 4                           | Тертиченко Сергій Володимирович | 02.11.2010            | середня | позапартійний          | КП «Байкал», охоронець                                    |
| 5                           | Дементьєв Микола Миколайович    | 02.11.2010            | вища    | позапартійний          | пенсіонер                                                 |
| 7                           | Долженко Михайло Сидорович      | 02.11.2010            | середня | позапартійний          | пенсіонер                                                 |
| Партія регіонів             |                                 |                       |         |                        |                                                           |
| 2                           | Мальцев Віталій Павлович        | 02.11.2010            | вища    | позапартійний          | Слов'яносербська ветеринарна лікарня, ветлікар            |
| 3                           | Мальцева Олександра Давидівна   | 02.11.2010            | вища    | член Партії регіонів   | пенсіонер                                                 |
| 6                           | Кучера Ганна Миколаївна         | 02.11.2010            | середня | член Партії регіонів   | тимчасово не працює                                       |
| 8                           | Харламов Володимир Миколайович  | 02.11.2010            | вища    | член Партії регіонів   | Трьохізбенсякий сільський будинок культури, директор      |
| 9                           | Гречишкін Сергій Олексійович    | 02.11.2010            | середня | позапартійний          | тимчасово не працює                                       |
| 10                          | Гончаров Іван Миколайович       | 02.11.2010            | середня | позапартійний          | тимчасово не працює                                       |
| 11                          | Проскурін Михайло Михайлович    | 02.11.2010            | середня | позапартійний          | Алчевьк міжрайгаз, слюсар                                 |
| 13                          | Давидов Микола Миколайович      | 02.11.2010            | середня | позапартійний          | пенсіонер                                                 |
| 14                          | Буторіна Віра Олексіївна        | 02.11.2010            | вища    | позапартійна           | Трьохізбенська сільська рада, секретар                    |
| 15                          | Бабін Іван Федорович            | 02.11.2010            | середня | член Партії регіонів   | пенсіонер                                                 |
| 16                          | Чорна Катерина Федорівна        | 02.11.2010            | вища    | позапартійна           | Слов'яносербська обласна тублікарня, прачка               |
| 17                          | Кулаков Олександр Іванович      | 02.11.2010            | середня | позапартійний          | Слов'яносербський сільськогосподарський технікум, студент |
| 18                          | Шипілов Олексій Михайлович      | 02.11.2010            | середня | позапартійний          | пенсіонер                                                 |
| 20                          | Бурдавіцин Володимир Вікторович | 02.11.2010            | середня | член Партії регіонів   | ПП «Коваль», водій                                        |